# Beowawe (Nevada)
Beowawe es un área no incorporada ubicada en el condado de Eureka en el estado estadounidense de Nevada.

## Geografía
Beowawe se encuentra ubicado en las coordenadas 40°35′31″N 116°28′34″O / 40.59194, -116.47611.